# Сила (Коскинас)
Митрополи́т Си́ла (греч. Μητροπολίτης Σίλας, в миру Са́ввас Коскина́с, греч. Σάββας Κοσκινάς; 27 декабря 1919, Керкира — 12 декабря 2000, Скарсдейл, Нью-Йорк) — епископ Константинопольской православной церкви, титулярный митрополит Саранда-Экклисийский (1996—2000).

## Биография
Родился 27 декабря 1919 года на острове Корфу.
В 1941 году был хиротонисан во диакона.
В 1943 году окончил богословский факультет Афинского университета, получив степень в области православного богословия.
В том же году был хиротонисан во пресвитера и служил капелланом в греческой армии.
В 1946 году прибыл в США и служил на нескольких приходах в том числе Георгиевской церкви, Альбукерке, Нью-Мексико; Софийский церковь, Нью-Лондон, Коннектикут; Церковь Иоанна Крестителя, Бостон, Массачусетс и был настоятелем Свято-Николаевского собора в Питтсбурге, штат Пенсильвания.
С 1951 по 1957 год преподавал в греческой православной богословской школы Святого Креста в Бостоне. Он также окончил Бостонскую университетскую школу теологии и получил степень магистра священного богословия в 1957 году.
9 октября 1960 года хиротонисан в титулярного епископа Амфипольского, викария Американской архиепископии, и назначен управляющим новообразованного Восьмого архиепископийского округа с его центром в Новом Орлеане, штат Луизиана.
В ноябре 1965 года архиепископ Иаков (Кукузис) назначил епископа Силу в Первом Архиепископийском округе в штаб-квартире Архиепископии в Нью-Йорке.
15 марта 1979 года решением Священного синода Константинопольского патриархата был избран епископом Нью-Джерсийским. 5 апреля 1979 года в Соборе Иоанна Богослова в Тенафлае, штат Нью-Джерси, состоялась его интронизация. 24 января 1980 года по решению Священного Синода был возведён в сан митрополита.
В 1987 году он был назначен президентом Греческой колледжа и Крестовоздвиженской школы теологии; занимал эту должность до 1989 года, продолжая служить митрополитом Нью-Джерсийским.
Был председателем Архиепархиальной программы миссий; был участником Фонда «Голос совести», в составе которого ездил в Румынию, Россию, Болгария, Югославию и Венгрию с межконфессиональной делегацией. Был председателем православно-римокатолического богословского диалога и вице-президентом Religion in American Life (RIAL). Национальная конференция христиан и евреев наградила его золотой медалью «за смелое руководство межрелигиозными отношениями».
15 октября 1996 года назначен титулярным митрополитом Саранда-Экклисийским, древней кафедры в Восточной Фракии.
11 декабря 2000 года упал в своём доме в Скарсдейле, в штате Нью-Йорк. Скончался 12 декабря, после операции на сломанном бедре.
Архиепископ Американский Димитрий (Тракателлис): «Как священник, и особенно как иерарх, митрополит Сила отличался своим церковным этосом, его трудовой этикой, его приверженностью к основам литургической жизни, его обширным знаниями богословия, его приверженность Православной вере и традициям Греческого наследия».